# Гаваши, Олег Олодарович
 Олег Олодарович Гаваши (укр. Олег Олодарович Гаваші, род. 24 ноября 1958, Мукачево, Закарпатская область, Украинская ССР, СССР) — украинский политик, посол Украины в Словацкой Республике (2010—2016), председатель Закарпатской областной государственной администрации (2005—2010).

## Биография
Родился 24 ноября 1958 года в Мукачево, Закарпатская область.
В 1982 году окончил Ужгородский государственный университет, по специальности математик, преподаватель математики.
Работать начал на ниве в родном городе. С 1976 по 1999 работал лаборантом, воспитателем, учителем, заместителем директора, директором школы, инспектором отдела народного образования Мукачевской городского совета народных депутатов, заведующим отдела образования Мукачевской городского совета.

## В политике
В 1999—2000 гг. — начальник управления образования Закарпатской областной государственной администрации. В октябре 2000 года назначен на должность заместителя председателя Закарпатской областной государственной администрации.
С апреля 2001 возглавлял Виноградовскую районную государственную администрацию. Затем работал первым заместителем председателя, а с мая 2002 по июнь 2003 года исполняющим обязанности Мукачевского городского головы.
В течение 2003—2005 гг. — помощник-консультант народного депутата Украины.
С февраля 2005 г. работает в должности в. а. заместителя председателя областной государственной администрации. С марта этого же года — заместитель, а с мая — первый заместитель председателя облгосадминистрации. 7 октября 2005 Указом Президента Украины назначен председателем Закарпатской областной государственной администрации.
Депутат областного совета, член постоянной комиссии областного совета по вопросам образования, науки, культуры, духовности, молодежной политики и спорта.
Указом Президента Украины Виктора Януковича № 904/2010 назначен Чрезвычайным и Полномочным Послом Украины в Словацкой Республике.
3 июня 2016 уволен с должности Чрезвычайного и Полномочного Посла Украины в Словацкой Республике. Увольнение Гаваши связано с раскрытием факта использования микроавтобуса посольства для контрабанды сигарет.

## Отличия и награды
За весомый вклад в развитие образования и науки на Закарпатье удостоен почетного звания «Заслуженный работник образования Украины».